# Département d'Alexandria
Le département d'Alexandria, appelé parfois département du Potomac, est un commandement de l'armée confédérée dont l'existence ne dure que quelques mois (du 24 avril 1861 au 22 octobre 1861) au début de la guerre de Sécession.

## Historique
Le département d'Alexandria est créé en avril 1861 et couvre une grande partie de la Virginie du Nord. Le Colonel Philip St George Cocke. Les quartiers-généraux sont placés à Culpeper Court House. En mai 1861, le brigadier général Milledge L. Bonham prend le commandement du département(p399).
Le 5 mai 1861, les forces confédérées évacuent la ville d'Alexandria, située sur le fleuve Potomac en face de Washington D.C.(p28). Le brigadier-général Cocke écrit un rapport sur cette évacuation dans lequel il s'interroge sur la raison de l'évacuation de la ville par le lieutenant-colonel A. S. Taylor. Il demande à ce dernier de revenir dans la ville sauf à être submergé par une force largement supérieure et dans ce cas de se replier et de tenir Manassas Junction(p24). Le général Cocke sur l'opportunité de traduire le colonel Taylor en cour martiale pour « désobéissance et conduite inconvenante à un soldat »(p24-25), mais il reçoit l'ordre de ne pas le faire(p26). Dans son rapport du 9 mai, le lieutenant-colonel Taylor explique que ses troupes sont trop peu expérimentées et mal équipées, que l'éventualité d'une défaite est certaine et aurait des effets démoralisateurs et qu'enfin il avait obtenu des informations selon lesquelles les troupes fédérales, en provenance de fort Washington occuperaient Alexandria soit le 6 soit le 7 mai. En conséquence, Taylor a décidé de se retirer sur Springfield(p26-27).
Selon les ordres de Lee, Cocke organise alors une nouvelle ligne défensive à Manassas. Il est l'un des premiers à avoir exprimé la stratégie défensive de concentration des forces à Manassas et à Winchester dans la vallée de la Shenandoah et d'utilisation du chemin de fer de Manassas Gap pour que ces forces se soutiennent mutuellement(p31).
Le 31 mai, l'appellation du département change pour devenir le département du Potomac(p867). Le 10 juin 1861, les responsabilités du département sont élargies aux comtés du Prince William, de Fairfax et de Loudoun(p877).
Les quartiers généraux sont alors déplacés à Manassas Junction. En juin 1861, le brigadier général P.G.T Beauregard prend le commandement du département et organise l'armée du Potomac pour face face à la menace fédérale contre Richmond. Cette armée livre la première bataille de Bull Run. À la suite de celle-ci, le brigadier général Joseph E. Johnston prend le commandement du département(p400).
Le président Jefferson Davis fusionne rapidement les nombreux petits départements ; ainsi, les départements de Fredericksburg, d'Alexandria, de la Péninsule, de Norfolk ainsi que le district de la vallée vont former le département de l'armée de Virginie du Nord(p64).
Le département est dissous en octobre 1861 et est fusionné avec le département de Virginie du Nord(p400).

### Commandants

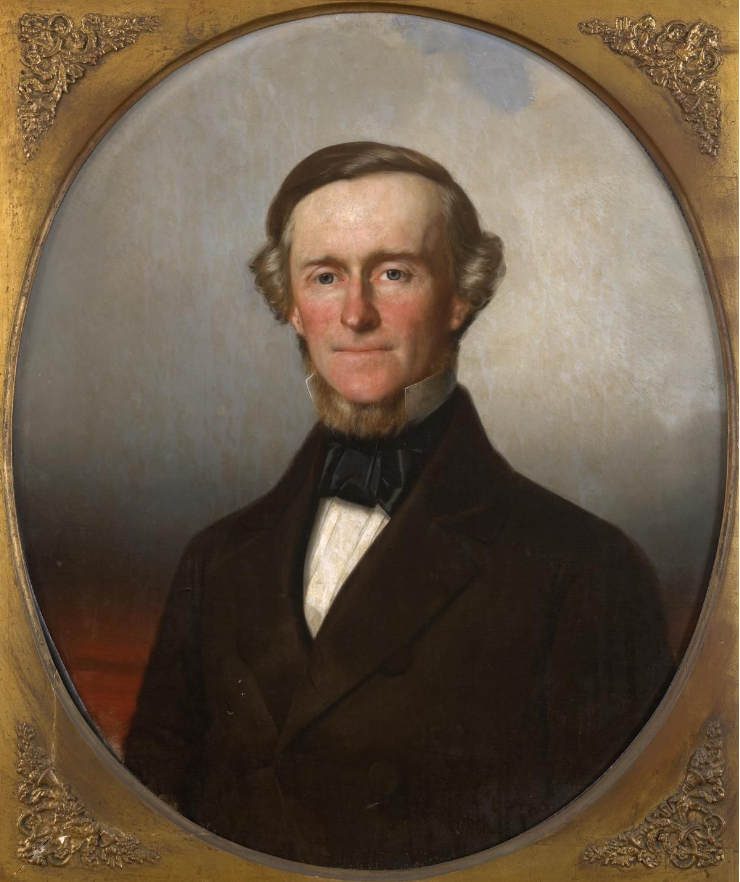
Philip St George Cocke
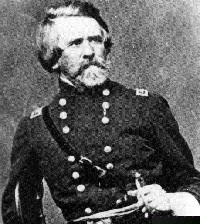
Milledge Luke Bonham
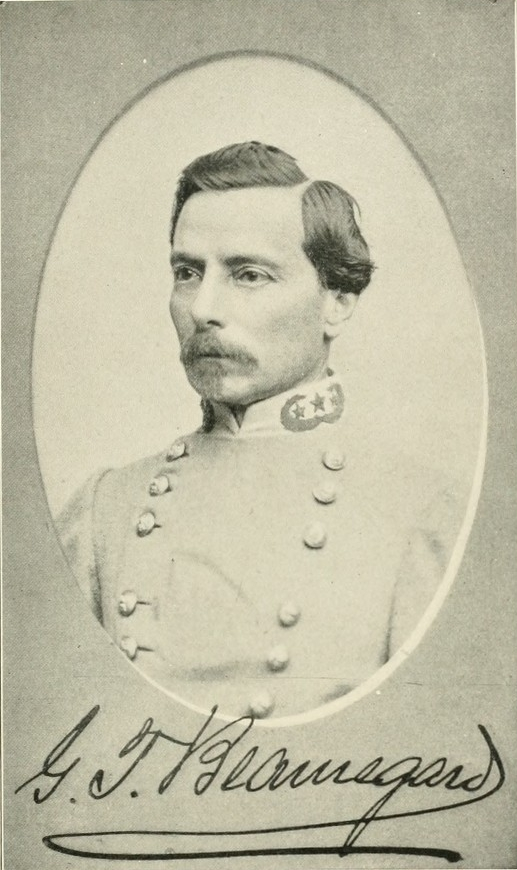
P. G. T. Beauregard
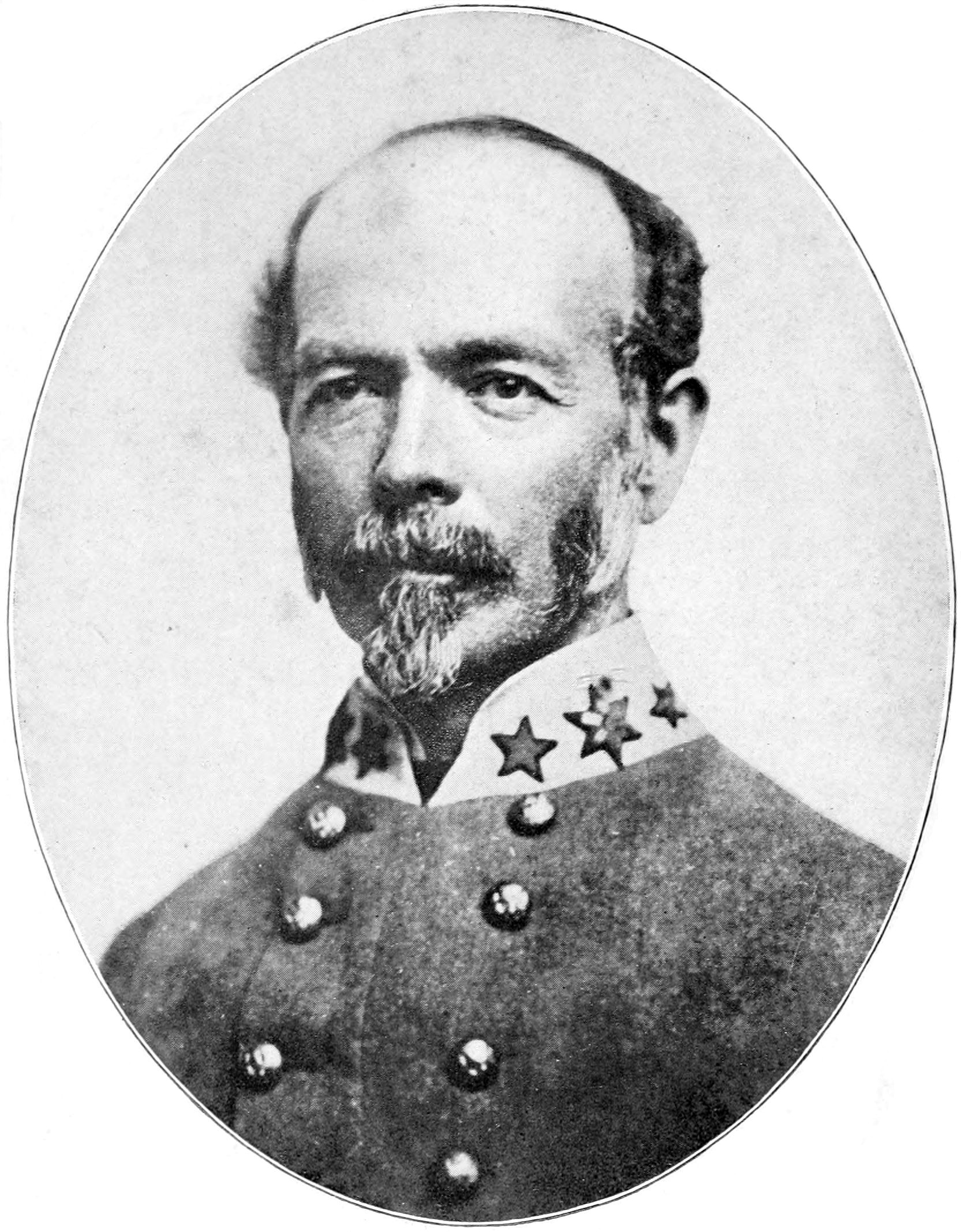
Joseph E. Johnston

- Colonel Philip St George Cocke : 24 avril 1861 – 21 mai 1861[5](p867)
- Brigadier général Milledge Luke Bonham : 21 mai 1861 – 31 mai 1861[5](p867)
- Brigadier général Pierre Gustave Toutant de Beauregard : 31 mai 1861 – 21 juillet 1862[5](p877)
- Brigadier général Joseph Eggleston Johnston : 21 juillet 1862 – 22 octobre 1862[5](p877)